# Jaume Padró i Cots

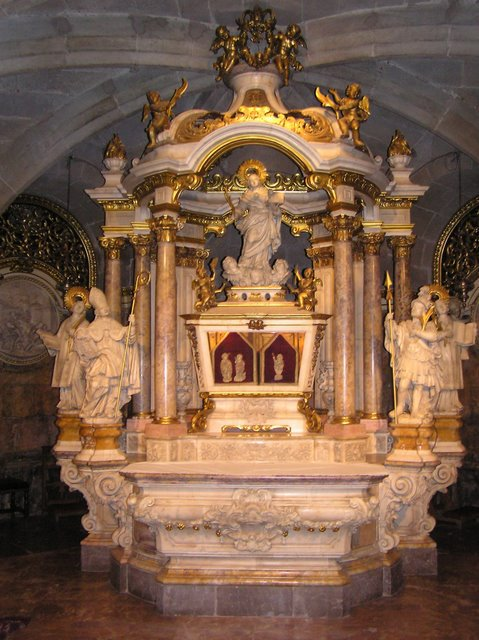
Cripta de Seu de Manresa, estàtues de Santa Agnès, Sant Fruitós i Sant Maurici.

Jaume Padró i Cots (Calders, corregiment de Manresa, 1720 - Manresa, 1803) fou un escultor català de línia estètica del rococó tardà. Sembla que va fer l'aprenentatge al taller dels Sunyé escultors de Manresa.
Jaume Padró concebia les seves obres com el producte resultant de la suma de diverses arts, per això la seva activitat com a arquitecte ens ajuda a comprendre els seus conjunts escultòrics, ja que l'escultura adquireix tot el sentit i la màxima expressivitat en el context arquitectònic que l'envolta. Els seus conjunts són un exemple de l'escenografia barroca de gran qualitat, i les imatges que executa tenen una clara inspiració en l'escultura romana del segle xvii.

## Obres
Principals obres arquitectòniques i escultòriques de Jaume Padró: 
- 1773: Santa Espina Santpedor
- 1775-1782: Rerecor de l'església de Santa Maria de Cervera.[1]
- 1777: Casa Massot Dalmases
- Retaule de l'església de la universitat de Cervera.
- Església de Santa Maria de Cervera.
- 1781: estàtues de santa Agnès, sant Maurici, sant Fructuós (Seu de Manresa).
- Auguri i Eulogi sobre l'urna dels "Cossos Sants" (Seu de Manresa).
- 1796: Ampliació Casa Municipal de Cervera.

També va treballar en l'art i l'arquitectura efímera, de manera que l'any 1788 se li paguen 11 lliures per haver fet l'arquitectura fingida amb la qual es decorà la façana de l'ajuntament per la proclamació del rei Carles IV d'Espanya.

## Nissaga d'escultors
«La família Padró exercint l'art d'imaginaire és de les més nombroses en aquesta ciutat...»
| Jaume Padró i Cots | Jaume Padró i Cots | Jaume Padró i Cots | Jaume Padró i Cots | Jaume Padró i Cots | Jaume Padró i Cots |                     |                     |                     |                     |                     |                     | Ramona Marot         | Ramona Marot         | Ramona Marot         | Ramona Marot         | Ramona Marot         | Ramona Marot         |                      |                      |                   |                   |                      |                      |                      |                      |                      |                      |                |                |  |  |
| Jaume Padró i Cots | Jaume Padró i Cots | Jaume Padró i Cots | Jaume Padró i Cots | Jaume Padró i Cots | Jaume Padró i Cots |                     |                     |                     |                     |                     |                     | Ramona Marot         | Ramona Marot         | Ramona Marot         | Ramona Marot         | Ramona Marot         | Ramona Marot         |                      |                      |                   |                   |                      |                      |                      |                      |                      |                      |                |                |  |  |
|                    |                    |                    |                    |                    |                    |                     |                     |                     |                     |                     |                     |                      |                      |                      |                      |                      |                      |                      |                      |                   |                   |                      |                      |                      |                      |                      |                      |                |                |  |  |
|                    |                    |                    |                    |                    |                    | Tomàs Padró i Marot | Tomàs Padró i Marot | Tomàs Padró i Marot | Tomàs Padró i Marot | Tomàs Padró i Marot | Tomàs Padró i Marot |                      |                      |                      |                      |                      |                      | Maria Anna Pijoan    | Maria Anna Pijoan    | Maria Anna Pijoan | Maria Anna Pijoan | Maria Anna Pijoan    | Maria Anna Pijoan    |                      |                      |                      |                      |                |                |  |  |
|                    |                    |                    |                    |                    |                    | Tomàs Padró i Marot | Tomàs Padró i Marot | Tomàs Padró i Marot | Tomàs Padró i Marot | Tomàs Padró i Marot | Tomàs Padró i Marot |                      |                      |                      |                      |                      |                      | Maria Anna Pijoan    | Maria Anna Pijoan    | Maria Anna Pijoan | Maria Anna Pijoan | Maria Anna Pijoan    | Maria Anna Pijoan    |                      |                      |                      |                      |                |                |  |  |
|                    |                    |                    |                    |                    |                    |                     |                     |                     |                     |                     |                     |                      |                      |                      |                      |                      |                      |                      |                      |                   |                   |                      |                      |                      |                      |                      |                      |                |                |  |  |
|                    |                    |                    |                    |                    |                    |                     |                     |                     |                     |                     |                     | Ramon Padró i Pijoan | Ramon Padró i Pijoan | Ramon Padró i Pijoan | Ramon Padró i Pijoan | Ramon Padró i Pijoan | Ramon Padró i Pijoan |                      |                      |                   |                   |                      |                      | Antònia Pedret       | Antònia Pedret       | Antònia Pedret       | Antònia Pedret       | Antònia Pedret | Antònia Pedret |  |  |
|                    |                    |                    |                    |                    |                    |                     |                     |                     |                     |                     |                     | Ramon Padró i Pijoan | Ramon Padró i Pijoan | Ramon Padró i Pijoan | Ramon Padró i Pijoan | Ramon Padró i Pijoan | Ramon Padró i Pijoan |                      |                      |                   |                   |                      |                      | Antònia Pedret       | Antònia Pedret       | Antònia Pedret       | Antònia Pedret       | Antònia Pedret | Antònia Pedret |  |  |
|                    |                    |                    |                    |                    |                    |                     |                     |                     |                     |                     |                     |                      |                      |                      |                      |                      |                      |                      |                      |                   |                   |                      |                      |                      |                      |                      |                      |                |                |  |  |
|                    |                    |                    |                    |                    |                    |                     |                     |                     |                     |                     |                     |                      |                      |                      |                      |                      |                      |                      |                      |                   |                   |                      |                      |                      |                      |                      |                      |                |                |  |  |
|                    |                    |                    |                    |                    |                    |                     |                     |                     |                     |                     |                     |                      |                      |                      |                      |                      |                      |                      |                      |                   |                   |                      |                      |                      |                      |                      |                      |                |                |  |  |
|                    |                    |                    |                    |                    |                    |                     |                     |                     |                     |                     |                     |                      |                      | Ramon Padró i Pedret | Ramon Padró i Pedret | Ramon Padró i Pedret | Ramon Padró i Pedret | Ramon Padró i Pedret | Ramon Padró i Pedret |                   |                   | Tomàs Padró i Pedret | Tomàs Padró i Pedret | Tomàs Padró i Pedret | Tomàs Padró i Pedret | Tomàs Padró i Pedret | Tomàs Padró i Pedret |                |                |  |  |